# Seamus (piosenka)
Seamus – piosenka grupy Pink Floyd, pochodząca z albumu Meddle. Również nazwa psa jednego z przyjaciół Davida Gilmoura. Po latach, piosenka została wykorzystana w filmie Toma Stopparda Rosenkrantz i Guildenstern nie żyją. Na sesji Live at Pompeii utwór nosi tytuł „Mademoiselle Nobs”.

## Geneza utworu
Piosenka, zagrana w formie tradycyjnego bluesa, powstała podczas nagrywania materiału na płytę Meddle. Inspiracją był pies przyjaciela grupy, który zaczął wyć na dźwięk harmonijki ustnej. Słowa napisano naprędce, a ciężar utworu spoczywa na głosie psa. Piosenkę śpiewa David Gilmour, a wycie psa zajmuje w utworze minutę. Utwór wywołał spore kontrowersje, choć zasadniczo odbierany jest w charakterze żartu muzycznego.